# جاشوانت راو تشيتامبار
جاشانت راو تشيتامبار (5 سبتمبر 1879 -4 سبتمبر 1940) كان أول سقف هندي للكنيسة الأسقفية الميثودية في شمال وجنوب الهند، انتخب في عام 1930.

## النشأة
ولد تشيتامبار في الله آباد، المقاطعات المتحدة، الهند. كان ابن راجارام تشيتامبار، الذي تحول إلى مهراتا برامين، واحد من أوائل المتحولين إلى المسيحية نتيجة العمل التبشيري في غرب الهند. كان والدًا تشيتامبار من الطبقة العليا من الهنود، الذين تحولوا إلى المسيحية.

## الخدمة المرتَّبة
قبل تشيتامبار في عضوية المؤتمر السنوي لشمال الهند في عام 1907. وأصبح قسا هندوستانيا، مشرف منطقة، ومعلم. وكان أول مندوب هندي للمؤتمر العام. أحد مؤسسي الجمعية التبشيرية الوطنية في الهند، كان تشيتامبار مندوبًا إلى المؤتمر التبشيري العالمي في إدنبرة، اسكتلندا، في عام 1910.

## الكنيسة الأسقفية
تم انتخابه لأسقفية كنيسة M.E. من قبل المؤتمر المركزي لجنوب آسيا في عام 1930. انتخابه جعله أول أسقف بروتستانتي أصلي. أصيب بالمرض عند عودته من المؤتمر العام لعام 1940، وتوفي في 4 سبتمبر 1940 في جوبلبور، الهند. ودفن في جوبلبور.

## الأعمال المختارة
- جون ويزلي, the Man Who Did Exploits, in God's Heroes Our Examples, 1914.
- مهاتما غاندي: His Life, Work and Influence, 1933.
- Translation of Christian Hymns.
- Member of committee that revised "The Standard Hindustani Dictionary."

## قراءة أخرى
- Badley, Brenton T. The Making of a Bishop: The Life of Bishop Jashwant Chitambar (Lucknow, India: Lucknow Publishing House, 1942).
- Leete, Frederick DeLand, Methodist Bishops. Nashville, The Methodist Publishing House, 1948.
- Locke, Russ M. "A Methodist Family In India: A History Of I. Amar Chitambar and Family." (Doctor of Ministry thesis, Claremont School Of Theology, Proquest Dissertations Publishing, 1978. 781534 online, pp. 40-54 on Jashwant Rao Chitambar.
- Pickett, J. Waskom. The Methodist Church in India. (1939).